# Infantes de Aragón
Los Infantes de Aragón son, por antonomasia, los siete hijos, cinco varones y dos hembras, del rey Fernando I de Aragón y Leonor de Alburquerque, condesa de Alburquerque y tía del rey, célebres por su protagonismo durante la Guerra civil castellana entre 1437 y 1445. Fueron:
- Alfonso V de Aragón, más conocido como Alfonso el Magnánimo, rey de Aragón, nacido en Medina del Campo en 1394, casado con su prima hermana María de Castilla;
- María de Aragón (reina de Castilla), nacida en Medina del Campo en 1396, reina consorte de Castilla por su matrimonio con su primo hermano Juan II de Castilla;
- Juan II de Aragón, nacido en Medina del Campo en 1397, rey consorte de Navarra y rey propietario de la Corona de Aragón, padre de Fernando II de Aragón;
- Enrique, infante de Aragón, conde de Alburquerque, duque de Villena, conde de Ledesma y gran maestre de la Orden de Santiago desde los diez años hasta su muerte, nacido en Medina del Campo en 1400, casado el primersa nupcias con su prima hermana Catalina de Castilla;
- Leonor, nacida en 1402, reina consorte de Portugal por su matrimonio con Eduardo I de Portugal;
- Pedro, conde de Alburquerque, nacido en 1406, y
- Sancho, maestre de la orden de Alcántara desde los ocho años, murió a los diecisiete.

Su padre, deseoso del engrandecimiento de su casa, les encomendó al fin de sus días que se mantuvieran unidos y leyesen la crónica del rey don Pedro; tuvieron destacado protagonismo en Castilla durante el reinado de Juan II de Castilla. Son los mismos que recuerda Jorge Manrique en su obra «Coplas por la muerte de su padre»:

¿Qué se hizo el rey don Joan?
Los infantes d'Aragón,
¿qué se hizieron?
¿Qué fue de tanto galán,
qué fue de tanta invinción
como truxeron?
Las justas e los torneos,
paramentos, bordaduras
e çimeras
¿Fueron sino devaneos?
¿Qué fueron sino verduras
de las eras?